# Mandubí
Mandubí ist eine Stadt im Norden Uruguays. 

## Geographie
Sie liegt auf dem Gebiet des Departamento Rivera in dessen Sektor 9, etwa drei Kilometer südlich des Stadtzentrums der Hauptstadt Rivera. Südöstlich befindet sich La Pedrera, nordwestlich ist Santa Teresa gelegen.

## Einwohner und Demografische Entwicklung
Die Einwohnerzahl beträgt 6.019, davon 3.005 männliche und 3.014 weibliche (Stand: 2011).
| Jahr | Einwohner |
| ---- | --------- |
| 1963 | -         |
| 1975 | -         |
| 1985 | 1.705     |
| 1996 | 3.607     |
| 2004 | 5.157     |
| 2011 | 6.019     |

Quelle: Instituto Nacional de Estadística de Uruguay